# パナソニック・ビビ
パナソニック・ビビ（英: Panasonic ViVi）は、パナソニックサイクルテック株式会社が日本国で発売している電動アシスト自転車である。

## 概説
パナソニックサイクルテック株式会社は、複数の機種で「ビビ」という商標を使用している。当初は同社の電動アシスト自転車の総称だったが、名称に「ビビ」と付かない機種も登場し、命名法が混乱した。しかし、2017年頃からは、専ら同社が「ショッピングモデル」と位置付ける機種のみが「ビビ」と呼ばれるようになった。

### 2000年代
2000年3月10日に、陽のあたる坂道SEIIの後継機として陽のあたる坂道ViViを発売し、ナショナル自転車工業株式会社の電動アシスト自転車に初めてビビという名称を用いた。「スポーティータイプ」の26型と「エレガントタイプ」の24型及び26型があった。
同年8月10日には陽のあたる坂道20の後継機として陽のあたる坂道ViVi20型を発売した。
2001年は、1月15日にビジネス用として陽のあたる坂道タフネスViViを、2月20日には陽のあたる坂道マミーの後継機となる陽のあたる坂道マミーViViを発売し、ナショナル自転車工業株式会社の電動アシスト自転車は、三輪車のリラクルと折り畳みのドラクルを除き、ビビと名の付く機種への入れ替えが完了した。
4月13日に、陽のあたる坂道タフネスViViと同じ走行距離を持つエレガントViVi Lを製品群に追加した。
6月の陽のあたる坂道ViVi「スポーティータイプ」及び「エレガントタイプ」一部改良を機に製品名が整理され、スポーティーViVi、エレガントViVi、エレガントViVi L、エレガントViVi 20、タフネスViVi、マミーViViとなった。
2002年は、2月15日に1,000台限定で折り畳み車ビビUSA、3月25日にアルミニウム合金製のU型フレームなどにより軽量化を果たしたアルフィットViVi、5月10日に世界で初めてリチウムイオン蓄電池を採用したデラックスViVi、6月15日に同じくリチウムイオン蓄電池を採用したエクセレントViViを発売した。
2003年は、1月25日に世界で初めて電動アシスト自転車で外装6段変速機を搭載したアルフィットViViスポーティー、2月25日に世界で初めての子供乗せタイプの電動アシスト自転車となるチャイルドViVi、8月に搭載した移動体通信端末から得る位置情報の提供及び警備会社の「緊急対処員」が駆け付ける役務を世界で初めて付帯させたアルフィットViViココセコム、デラックスViViココセコム並びにエクセレントViViココセコムを発売した。
2004年は、春にリチウムイオン蓄電池を搭載した長距離走行モデルタフネスViVi L、冬に小径車カジュアルViViスペシャル及びカジュアルViVi、11月25日に世界で初めて子供の成長に合わせ前後にチャイルドシートを移動できる「システムチャイルドシート」を搭載したViViマミーポケットを発売した。 
2005年は、2月20日に「優美な曲線で構成されたラウンド型」フレームを採用したキュートViVi、6月15日に新型の駆動補助機を搭載したリチウムViVi DX及びリチウムViVi EXを発売した。また、Cycle WebStudioでのみ購入できる、カジュアルViViスペシャル・セラミックフラワーの受注を4月20日から、リチウムビビDXスペシャルセレクションの受注を11月10日から始めた。
2006年は、3月に子供乗せタイプのリチウムビビチャイルドを、春にリチウムビビ20、リチウムビビ・DXシティ及びアルフィットビビシティを発売した。
2007年は、2月にアルフィットViViの後継機となるアルフィットViViスペシャル、4月にリチウムビビ・アンサンブル及び実用車リチウム・ビビタフネスを発売した。
2008年は、1月15日にアルフィットビビ・SP2、9月20日に回生充電機能付きのリチウムビビ・RX‐10Sを発売した。また、100台限定でCycle WebStudioでのみ購入できるリチウムビビDXオリジナルの受注を2月1日から始めた。
2009年は、1月13日にリチウムビビ・SS及びリチウムビビ・SS・シティを、春にリチウムビビ・RX-5Uを発売した。そのほか、リチウムビビ・チャイルド スペシャルデザイン及びビジネスビビも発売した。

### 2010年代
2017年は、12月1日に自動車のスマート・キーのように振る舞う「ラクイック」を採用するなどしシリーズ最上位車種としたビビ・KDを発売した。年末にビビチャージ・A及びビビチャージ・ATを絶版にすると、パナソニックサイクルテック株式会社でビビという名の付く製品は、電動アシスト自転車の「ショッピングモデル」のみとなった。

### 2020年代
2021年は、7月6日に、2019年12月1日施行の改正道路交通法において歩行補助車が再定義され、条件を満たせば押し歩きの際に電動アシスト自転車の動力を用いても歩行者と見做されるようになったことから、これに世界で初めて準拠したビビ・L・押し歩きを発売した。同年12月3日には、2軸モーター業界で最軽量の駆動補助機「カルパワードライブユニット」や、強度を保ちながら軽量化を実現した「かるらくアルミフレーム」などを採用したことで、ショッピングモデル業界で最軽量となる電動アシスト自転車ビビ・SLを発売した。
2022年は、10月にビビ・SL・20及びビビ・MX を発売した。
2023年は、8月26日にビビ・L・20・押し歩きを、同年12月に、ビビ・S・18を発売した。

## ViViの日
パナソニックサイクルテック株式会社は2018年に、同社が66周年を迎えたことと、同社の電動アシスト自転車「ViVi」がローマ数字のⅥⅥ（66）と読めそうなことから、6月6日を「ViViの日」とし、同日から66日間のうちに同社の電動アシスト自転車を購入すると抽選で掃除機などがそれぞれ66名に当たるというプロモーションを実施することで、66周年を一つの区切りとして、顧客に感謝の気持ちを届けるとともに、これからも電動アシスト自転車やスポーツ自転車を通じて「走るよろこび」を提供し続けたいとする態度を示すとした。2019年には、毎年6月6日は「愛車と向き合う日」として点検しようと呼び掛けたほか、自社の電動アシスト自転車所有者を対象に同年4月25日から先着2,000名に「お手入れグッズ」を配布した。2022年には、6月6日を“電動アシスト自転車「ViVi（ビビ）」の日”として一般社団法人日本記念日協会に記念日登録したことを記念したいとして、対象期間に対象のビビを購入すると5,000円が返金されるプロモーション「ViViの日キャッシュバックキャンペーン」を実施した。このプロモーションは、2023年にも実施した。

## リコール等
- 滋賀丸石自転車工業株式会社からOEMを受けて販売したチャイルドViViについて、子供乗せのシートベルトに材質不良のものが混入し、稀にベルトが切れるものがあることが判明したため、対策部品に交換する社告を出した[44]。
- リチウム・エクセレントViVi、チャイルドビビ及びエレガントビビ20の「ブレーキ取付バンド」に加工不良のものが混入し、当該取付バンドがごく稀に破断することが判明したため、対策部品に交換する社告を出した[45]。
- 体重120kgの巨漢でも乗車できることが売りのビビ･ストロングについて、それでも巨漢が乗るには前ホークの強度が足りず、破損して転倒に至るおそれがあるため、対策部品に交換する社告を出すと共に、同車を絶版とした[46][47][48]。
- リチウムイオン蓄電池の一部に発煙・発火するおそれがあるとして、リコール社告を行った[49][50][51][52]。リチウムイオン蓄電池は補修用に単品でも販売したため、電動アシスト自転車本体の機種品番から対象の特定はできないとしている[53]。

## 余聞
- 2011年4月から2012年3月の間において、ビビ・DXがパナソニックサイクルテック株式会社の電動アシスト自転車出荷台数で首位となった[54]。
- 2013年10月から2014年9月の間において、ビビ・DXが日本国内の電動アシスト自転車販売台数で首位となった[55]。
- 2021年公開の映画『いのちの停車場』に、ビビライフを提供協力した[56]。